# William Asher (regista)
William Asher (New York, 8 agosto 1921 – Palm Desert, 16 luglio 2012) è stato un regista, sceneggiatore e produttore cinematografico statunitense.

## Biografia
Figlio dell'attrice Lillian Bonner e del produttore E. M. Asher, diresse a partire dagli anni cinquanta numerosi episodi per varie serie televisive, tra le quali I Love Lucy, Ai confini della realtà e Vita da strega (Bewitched), la quale protagonista, Elizabeth Montgomery, fu la sua seconda moglie   Si impegnò inoltre per il cinema.

## Filmografia parziale

### Regista
- Leather Gloves, co-regia di Richard Quine (1948)
- Mobs, Inc. (1956)
- L'ombra alla finestra (The Shadow on the Window) (1957)
- I 27 giorni del pianeta Sigma  (The 27th Day) (1957)
- Vacanze sulla spiaggia (Beach Party) (1963)
- Johnny Cool, messaggero di morte (Johnny Cool) (1963)
- Muscle Beach Party (1964)
- Bikini Beach (1964)
- Una sirena sulla spiaggia  (Beach Blanket Bingo) (1965)
- How to Stuff a Wild Bikini (1965)
- Fireball 500 (1966)
- Night Warning (1981)
- Dinosauri a colazione (Movers & Shakers) (1985)